# 昆明地铁
昆明地铁，是服务于中国云南省昆明市及其周边地区的城市轨道交通系统，首条路线6号线于2012年6月28日开通营运。1993年昆明首次提出轨道交通概念，2009年，昆明地铁项目获国务院批准，2010年5月1日，昆明地铁1、2号线首期工程正式开工建设。6号线的开通营运，使得昆明成为继重庆、成都、西安之后，中国西部地区第四座开通轨道交通路线的城市。2013年5月20日，1号线南段开通试营运。2014年4月30日，昆明地铁1、2号线首期工程全线贯通试营运。至此，昆明打通城市南北向的地铁主干线，全城地铁营运总里程达60公里，真正进入“地铁时代”。昆明地铁的营运商为昆明地铁营运有限公司。2012年至2016年间，地铁6号线与其他路線完全不連接，并于2016年3月5日起暂停运营。2017年8月29日上午，昆明轨道交通3号线、6号线一期正式开通载客试运营。

## 历史
- 1993年，在昆明与苏黎世共同编制完成的《城市发展与公共交通总体规划》中，首次提到了轨道交通。
- 2004年，昆明市政府决定启动轨道交通项目。
- 2005年，昆明市完成了初步的地铁规划，规划有五条路线。
- 2006年，轨道交通规划经过省建设厅审批。
- 2007年，轨道交通规划修改，从五条路线增加为六条，昆明市政府“轨道交通建设小组”正式成立。
- 2008年3月12日，昆明轨道交通规划正式报批国家发改委和建设部。
- 2009年6月8日，国务院批准昆明轨道交通建设规划。[2]
- 2009年7月13日，昆明地铁1号线试验段开工建设。
- 2010年5月1日，昆明地铁1、2号线首期工程正式开工建设。[3]
- 2010年8月1日，昆明地铁6号线一期正式开工建设。
- 2010年8月9日，昆明地铁3号线试验段开工建设。
- 2011年3月28日，昆明地铁1、2号线正式开始铺轨。[4]
- 2012年5月，首期工程北段轨通。[5]
- 2012年2月6日，昆明地铁6号线开始试运行。[6]
- 2012年6月28日，昆明地铁6号线正式投入营运。[7]
- 2013年5月20日，1号线（晓东村-大学城南）启用。[8]
- 2014年4月30日，昆明地铁2号线（北部汽车站-环城南路）、1号线（环城南路-大学城南）全线贯通运营，1、2号线在环城南路站通过联络线互通，并使用2号线部分的月台。
- 2016年3月5日，昆明地铁6号线暂停运营，开启提质调试工作。[9]
- 2016年12月26日，昆明地铁1号线支线开通运营。[10]
- 2017年8月29日，昆明地铁3号线、6号线一期正式开通载客试运营。[11]
- 2020年9月23日，昆明地铁4号线、6号线二期开通运营。[12]
- 2022年6月29日，昆明地铁5号线开通运营。

## 营运路线
|              |          |               |                |               |               |           |               |              |          |                            |
| 线路名称     | 线路名称 | 最早运营日期  | 最近延伸日期   | 起点站/终点站 | 起点站/终点站 | 车站 数目 | 长度 （公里） | 车辆段       | 车型编组 | 参考资料                   |
|              | █ 1号线  | 2013年5月20日 | 2016年12月26日 | 环城南路      | 大学城南      | 22        | 34.3          | 大梨园车辆段 | 6B       | [ 13 ] [ 8 ] [ 14 ] [ 10 ] |
| 昆明南火车站 | █ 1号线  | 2013年5月20日 | 2016年12月26日 | 环城南路      |               | 22        | 34.3          | 大梨园车辆段 | 6B       | [ 13 ] [ 8 ] [ 14 ] [ 10 ] |
|              | █ 2号线  | 2014年4月30日 | -              | 北部汽车站    | 环城南路      | 13        | 11.4          | 严家山车辆段 | 6B       |                            |
|              | █ 3号线  | 2017年8月29日 | -              | 西山公园      | 东部汽车站    | 20        | 23.36         | 石咀车辆段   | 6B       |                            |
|              | █ 4号线  | 2020年9月23日 | -              | 金川路        | 昆明南火车站  | 29        | 43.4          | 大漾田车辆段 | 6B       |                            |
|              | █ 5号线  | 2022年6月29日 | -              | 世博园        | 宝丰          | 22        | 26.5          | 世博车辆段   | 6B       |                            |
|              | █ 6号线  | 2012年6月28日 | 2020年9月23日  | 塘子巷        | 机场中心      | 8         | 25.3          | 大板桥车辆段 | 6B       | [ 15 ]                     |

- █ 1号线为连接昆明主城至呈贡新区的南北向骨干线，目前和2号线直通運行，待2号线二期建成後，1、2号线將各自獨立運行。1号线起于二环北路，终到呈贡南部大学城南站，全长约41.4千米，设26站。1号线南段最早于2009年中在昆洛路段上进行了试验段建设，一期工程（环城南路站-大学城南站）同2号线一期共同组成了昆明地铁首期工程，在2010年5月1日全面开工建设。1号线南段（晓东村站-大学城南站）于2012年11月5日开始空载试运行，2013年5月20日开通载客试营运；1号线支线于2016年12月26日开通运营，起点为春融街站，终点为昆明南火车站，全长5.3公里，设市级行政中心站、宜和路站、白龙潭站、昆明南火车站共4站4区间，全线均为地下线。
- █ 2号线为昆明主城内南北方向的骨干线，於2014年4月30日正式營運，目前和1号线直通運行，待2号线二期建成後，1、2号线將各自獨立運行。2号线的起点位于主城北部汽车站，终点位于主城南部会展中心站，全长约22.4公里，拟设22站。2号线一期（北部汽车站-环城南路站）与1号线一期（环城南路站-大学城南站）一起于2010年5月1日开工建设，建成初期将贯通营运，待二期工程建成后再拆分营运。2号线二期工程起于环城南路站，穿过昆明火车站后，到达位于滇池边上的昆明新会展中心，在环湖东路向东拐入宝丰村停车场。2014年4月30日，昆明地铁2号线首期北段通车试营运。
- █ 3号线为昆明主城内东西方向的骨干线，路线经过昆明大部分最古老的商业街区。路线起点位于主城西部石咀站，终点位于主城东部汽车站，沿春雨路向北至人民西路，沿人民西路向东，至小西门转向东南，沿东风西路、南屏街、东风东路向东于大树营穿过东二环进入东连接线，止于规划的东部客运站附近东绕城连接线南侧，路线经过春雨路、人民西路、东风东路、南屏街、东风东路、人民东路延长线、金马寺村、太平路、人民东路延长线。一期路线全长19.16公里，其中高架线1.17公里，地下线和过渡段长17.99公里。共设车站17座，全地下车站，平均站间距1.15公里。3号线试验段在2010年8月开工建设，2011年7月起，3号线各站点分批陆续开始围挡施工。二期工程将延伸到西山森林公园。2017年1月21日，昆明地铁3号线铺轨工程大树营至金马寺区间最后200m整体道床浇筑完毕，标志着昆明地铁3号线全线实现轨通。2017年8月29日通车运营。
- █ 4号线为昆明主城内部及主城与呈贡新区之间的补充路线。该路线走向与昆明市内滇越铁路的城市米轨路线大致相同，全长约43.4千米，设29个车站。
- █ 5号线为纵跨昆明市东北方向至西南方向的骨干线路。连接主城与北片区、西南片区，贯穿主城核心区，途经世博园、圆通山、翠湖、滇池等景区，全长约26.45千米，设22个车站，由中国铁建和铁四院投资公司联合体作为社会投资人与昆明轨道集团共同出资成立的项目公司负责投资、建设、运营。
- █ 6号线是连接昆明主城和航空港的辅助线，定位于一条机场专线，该线连接昆明市中心和昆明长水国际机场。6号线一期工程共4站3区间（东部汽车站至机场中心站），路线全长约18.018km，于2010年8月1日全面开工建设，2012年6月28日开通观光试运行。首末班时间为每天9:00至19:10，发车间隔时间约25分钟，单程运行时间 23分钟，单程票价5元。曾于2016年3月5日至2017年8月28日間暂停运营并开展提质调试工作，現已重新投入运营。重新开通运营后，列车运营时间为早上6点20分至晚上22点20分，单程运行时间16分30秒，发车间隔时间缩短至15分钟。6号线可于东部汽车站同3号线进行换乘。二期工程为塘子巷站至东部汽车站，路线全长约7.311km。路线规划全长约25.3km，设车站8座。按照规划，乘客可在塘子巷站换乘2号线，在东部汽车站换乘3号线，在菊华站换乘4号线。

## 路线建设及规划

### 在建路线
目前昆明共有4条地铁线路正在建设。截止2018年初，昆明正式通过国家发改委建设的有1～6号线，在建的9号线目前仅进行了南段呈贡至马金铺高架线路的建设，安宁-嵩明线仅为试验段建设。2018年初，国家发改委拟提高城市申建地铁门槛，对昆明的地铁建设产生一定影响。
| 路线工程名称 | 建设区间            | 车站数量 | 建设长度(公里) | 开工时间   | 预计运营时间 | 备注                     |
| ------------ | ------------------- | -------- | -------------- | ---------- | ------------ | ------------------------ |
| 1号线西北延  | 环城南路-教场北路   | 7        | 7.6            | 2016年2月  | 待定         |                          |
| 2号线二期    | 昆明火车站-海东公园 | 11       | 14.285         | 2015年12月 | 待定         |                          |
| 9号线一期    | 大板桥-晋城南站     | 28       | 50.4           | 2016年12月 | 待定         | 尚未批复                 |
| 嵩明线       | 巫家坝中心站-嵩明站 | 17       | 59.07          | 2017年8月  | 待定         | 仅开工巫家坝区域预留工程 |

#### 9号线
9号线串联城市东部环滇新区：晋宁、呈贡、经开区、空港区，连接了昆明南站及长水机场。路线起点位于李其站，终点位于三槐村站。全长约53公里，拟设站22座。

#### 嵩明线-安宁线
嵩明线-安宁线是市域轨道轨道交通东西线的的组成部分，是连接安宁——太平——主城——空港经济区——嵩明的线路。
嵩明线全长约59.07km，共设车站15座。 平均站间距4.2km，最大站间距 9.15km，最小站间距2.25km。全 线以地下和高架线为主，其中地 下线长约29.37km，高架线长约 28.85km，地面线约0.85km。嵩明线起于巫家坝，止于嵩明，于巫家坝中心设巫家坝中心站，出巫家坝中心站后沿巫家坝规划绿轴向北敷设，穿成昆铁路，上跨东三环至 东部汽车客运站，后平行于6号线 和机场高速前行至金马村，上跨贵昆铁路后沿新320国道走廊前行至机场北，引入长水综合交通枢纽。出长水枢纽后线路穿小哨组 团进入嵩昆大道走廊，沿嵩昆大道中央15m绿化带前行至凤溪寺南侧后出嵩昆大道，沿嵩明县黄龙大街引入嵩明县城。 
安宁线线路全长23.6km，共设车站7座。其中地下线8.6km，高架线13.5km，地面线1.5km。

### 规划路线
近期共规划有6条路线（即1~6号线）。远景规划，昆明地铁共有15条路线，目标总长达到602公里。其中：地铁线网将在近期规划的6条线162.6公里基础上新增3条路线（141.4公里），总长将达到304公里；同时还将有连接嵩明、宜良、晋城、安宁、富民等城市总长达298公里的6条都市快线。

#### 7号线
7号线为主城西南部片区的加密线，路线起点位于上沙河，终点位于黄土坡村。全长约28公里，拟设站24座。

#### 8号线
8号线为服务主城东部片区南北向交通出行，带动巫家坝副中心发展。路线起点位于广南卫站，终点位于小河嘴站。全长约24公里，拟设站16座。

#### 都市快线

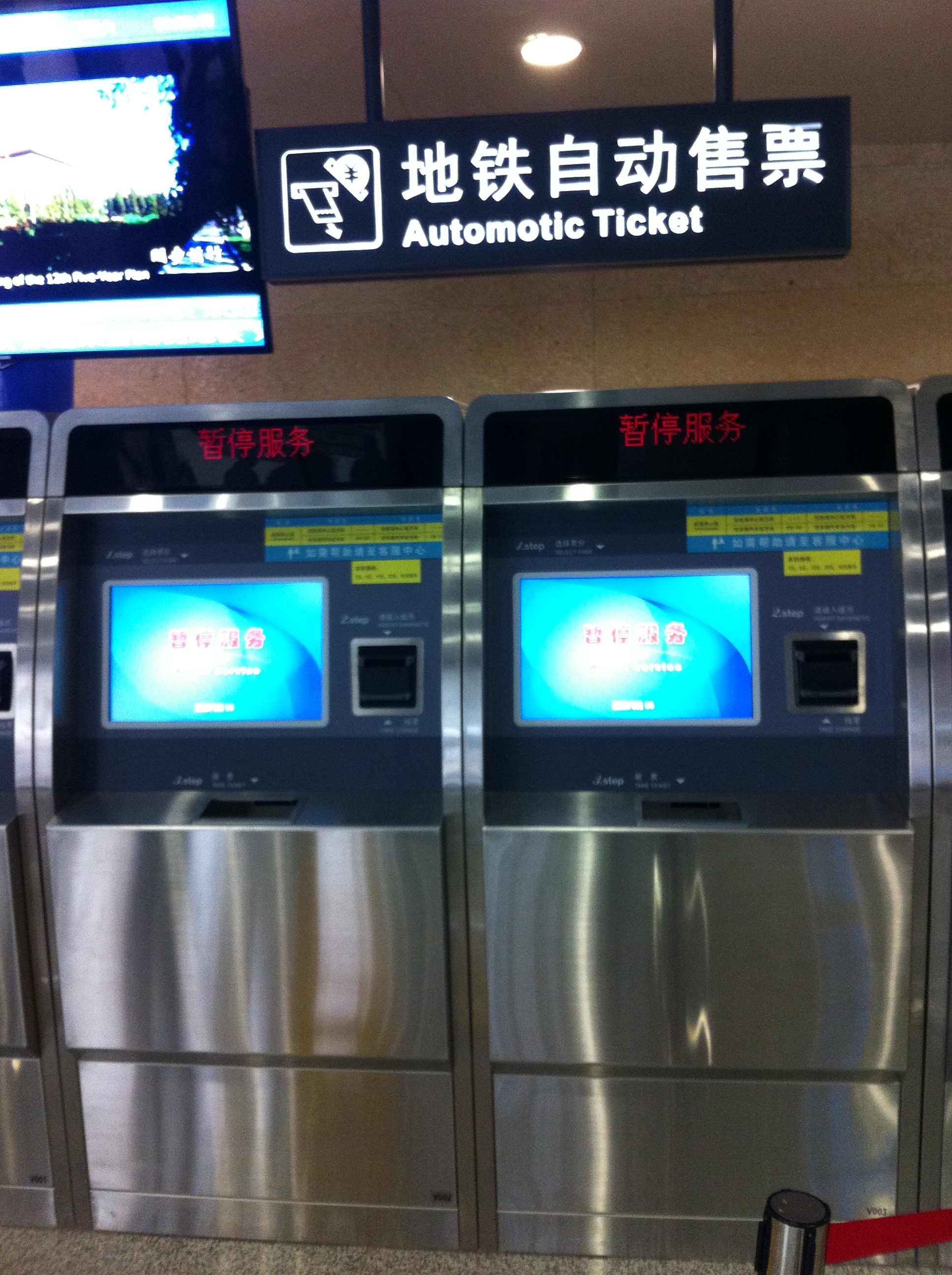
自动售票机

昆明地铁远景线网规划有6条都市快线，都市快线为连接昆明主城到周边地区的市域铁路，以东西快线（安宁—嵩明）和南北快线（主城—昆阳）形成的“十字线”为主骨架，预留连接中心城至富民、宜良、海口和澄江4条路线。全长约300公里。

## 票务

### 票价信息
昆明地铁按照“起步＋里程”设定票价，2元起步，跳档里程实行“递远递减”，每档里程递增2公里，票价相应递增1元，此试行价格的试行期为二年。其中6号线未全线贯通试运行阶段，按一般地铁路线单程票票价方案计收票价；全线贯通后，机场进出乘客在计收一般地铁路线单程票票价的基础上加价10元。
| 乘坐里程               | 跳档里程 | 票价 |
| ---------------------- | -------- | ---- |
| 0～4公里（含4公里）    | 4公里    | 2元  |
| 4～9公里（含9公里）    | 5公里    | 3元  |
| 9～16公里（含16公里）  | 7公里    | 4元  |
| 16～25公里（含25公里） | 9公里    | 5元  |
| 25～36公里（含36公里） | 11公里   | 6元  |
| 36～49公里（含49公里） | 13公里   | 7元  |

### 售票方式
昆明地铁车站站厅层均设有无人自动售票机，多功能无人交通一卡通服务系统以及人工服务问讯窗口，为乘客提供票务服务。

#### 自动售票机
支持纸币购票（5元，10元，20元，50元），支付宝，微信，VISA，银联。

#### 多功能无人交通一卡通服务系统
支持站点信息查询与交通一卡通智慧卡充值，充值服务仅支持纸币（50元，100元）。

#### 人工问询服务窗口
提供站点信息，列车时刻，换乘信息等问讯服务，提供交通一卡通智慧通服务，如开卡（押金20元），充值（任意金额，仅支持纸币）。

#### 手机移动支付APP
自2019年3月始，昆明地铁开始支持手机APP进站乘车，乘客可使用智慧通行App绑定银联卡后可生成二维码刷码进站乘车。4月昆明地铁开始支持银联闪付进站乘车，乘客可使用Apple Pay，HUAWEI Pay，SAMSUNG Pay等支持NFC闪付功能的手机通过感应方式进站乘车。

#### 微信乘车码二维码支付
自2019年5月19日起，乘客可使用微信乘车码小程序，申请后获取乘车二维码，将二维码靠近地铁的刷码设备刷码进站乘车。

## 车辆
昆明地铁使用的车辆为6节编组B型地铁列车，1、3、4、6号线列车由中车株洲电力机车及其旗下的昆明中车轨道交通装备有限公司共同生产，2、5号线列车则全部由昆明中车轨道交通装备有限公司制造。

### 1号线、2号线车辆
昆明地铁首期工程车辆设计速度 100 km/h，最大载客量1870人；首期工程车辆的订单总金额达15亿元，预计将于2013年11月完成全部车辆的交付。
首期工程车辆的首列车于2011年10月28日下线，并于同年11月22日抵达昆明，现时40列首期工程车辆全数在1号线和2号线运营。
2015年，配合1号线支线开通，1号线增购6列与首期工程车辆式样相同的列车；未来配合1号线西北延工程开通，1号线还将继续增购4列车，而2号线则将改为使用新造的10列2号线列车。

### 3号线、6号线车辆
目前3号线用列车共计30列，6号线用列车共计10列（一期列车6列，二期列车4列），两种列车在部分设计细节上进行了优化调整，以适应云南的气候和地理条件。
3号线列车的外部基底颜色为白色，腰带嵌以粉红色线条装饰；6号线列车的外部涂装与首期工程车辆曾经使用的蓝绿色涂装基本一致。

### 4号线车辆
4号线用列车共计48列，是昆明地铁首款采用 DC 1500 V 供电制式和自身蓄电池牵引技术的列车，首列车于2019年10月20日下线，首批36列车于4号线开通时同步上线运营。

### 5号线车辆
5号线用列车共计26列，是昆明地铁首款完全在昆明本地化试制、生产的轨道交通车辆；列车最高运行速度 80km/h，最大载客量2094人，首列车于2021年3月16日下线。

列车外部基底颜色为白色，腰带嵌以淡绿色线条装饰，内部采用大量复合材料，以蝴蝶、叶片等清爽柔和的元素点缀，车门上方还设有37寸LCD动态地图。

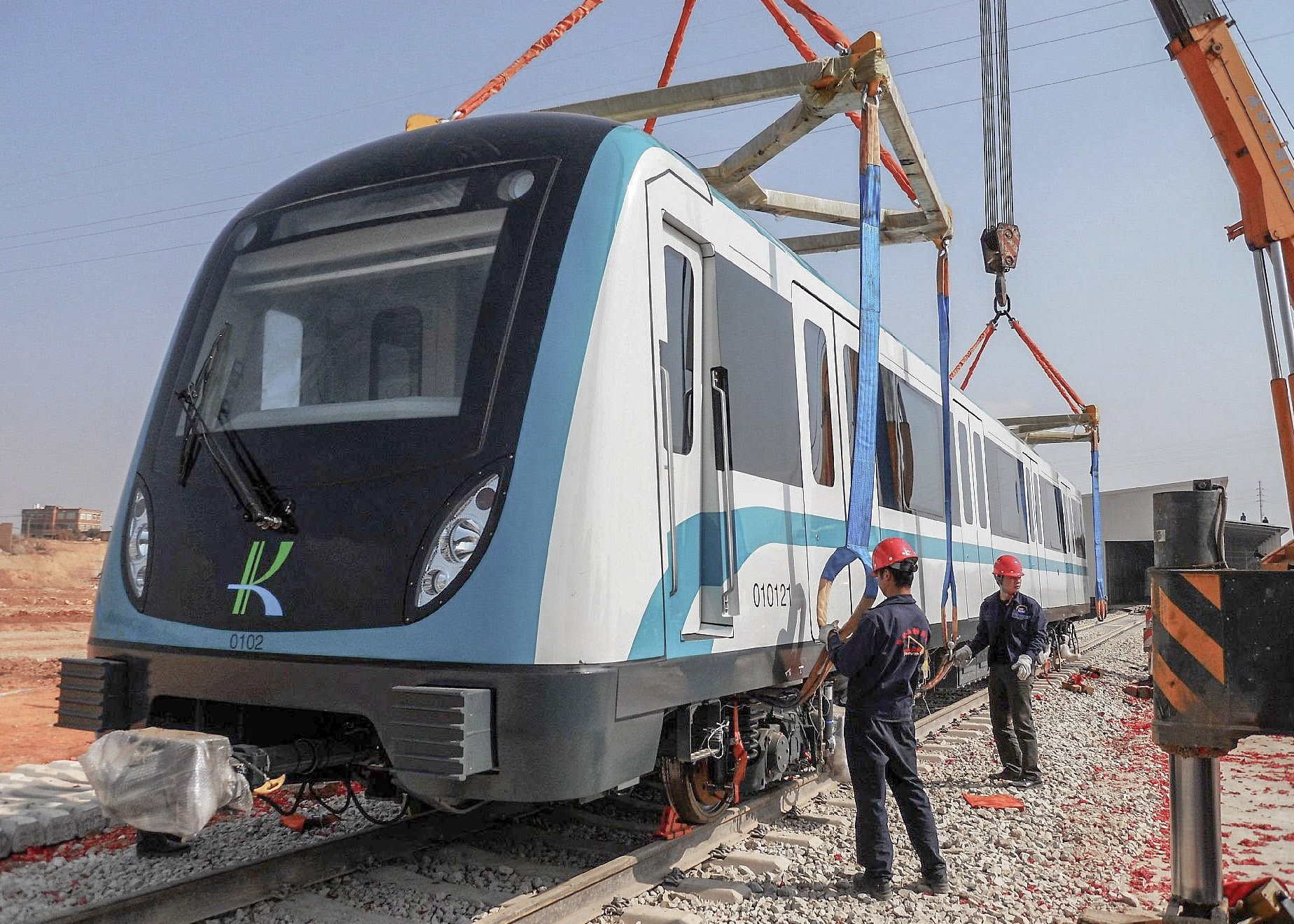
曾使用6号线涂装的首期工程车辆
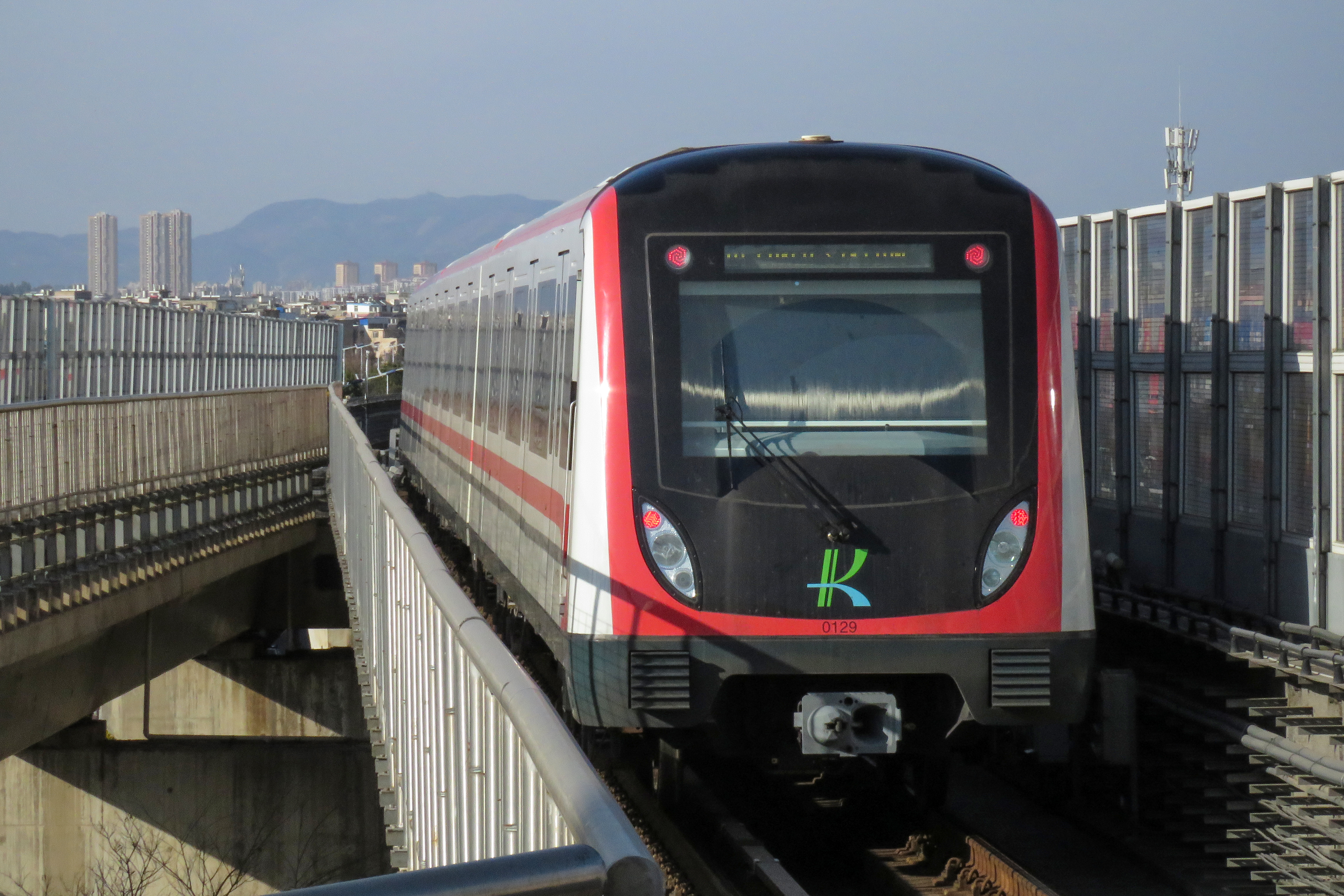
使用1号线涂装的首期工程车辆
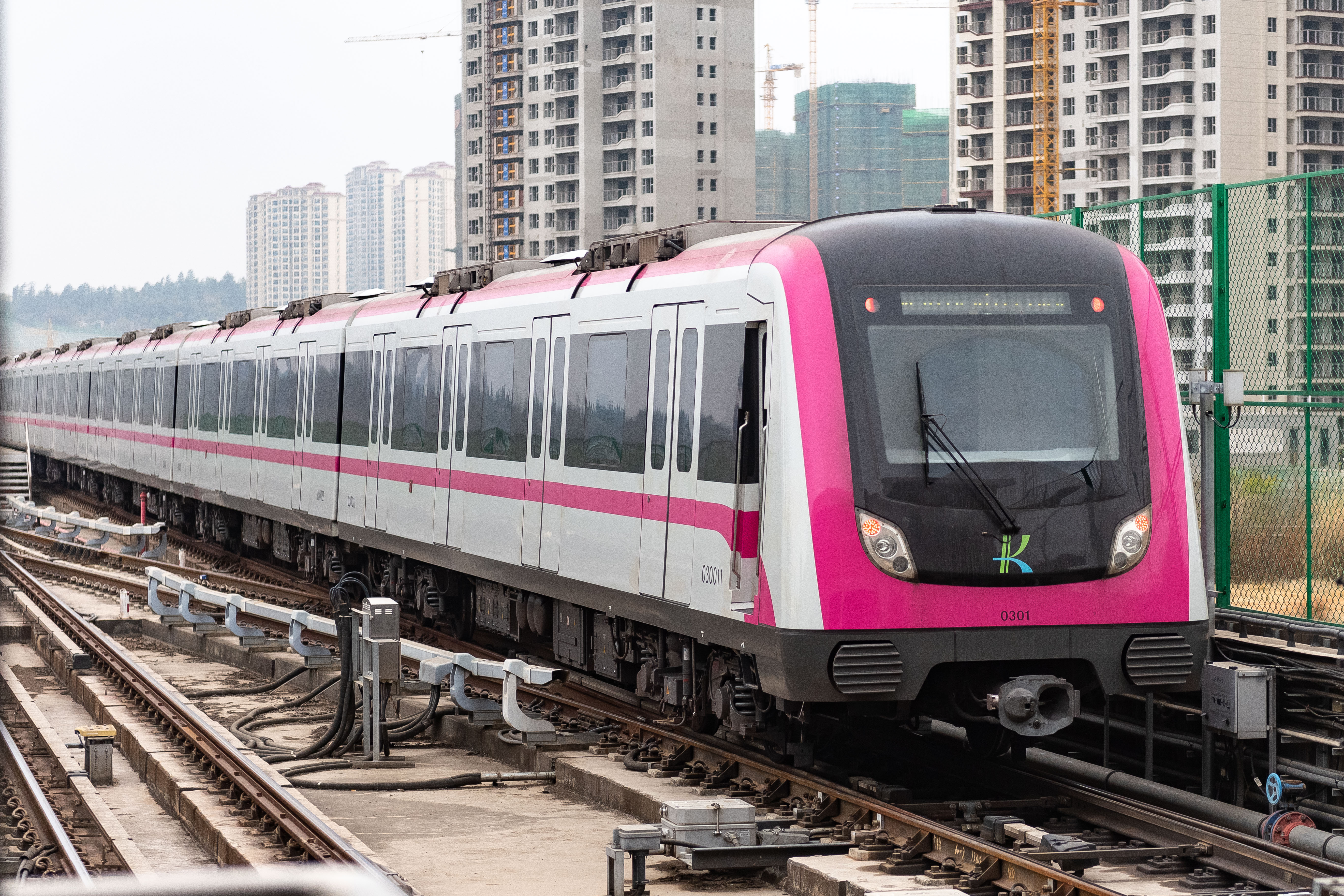
3号线车辆
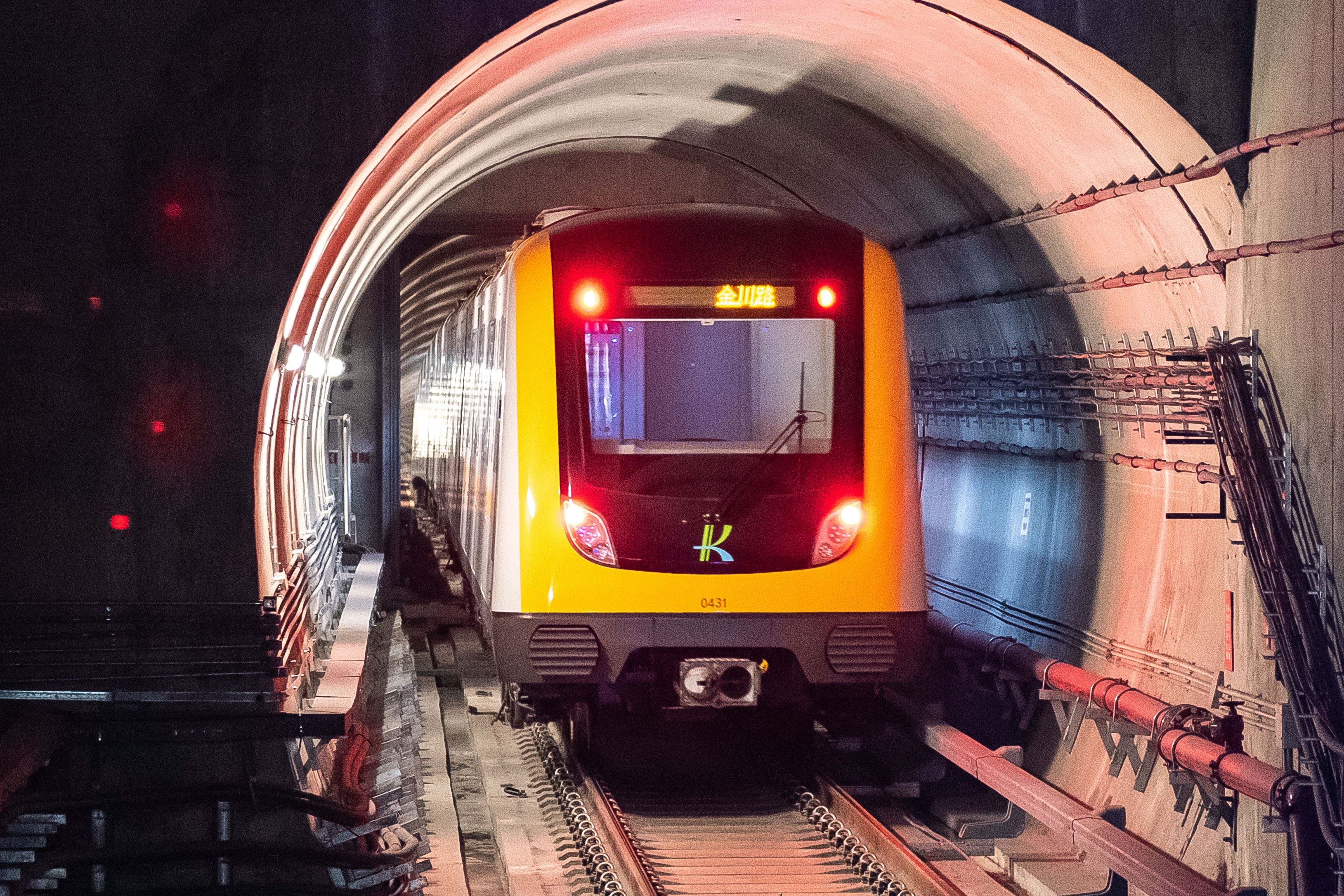
4号线车辆
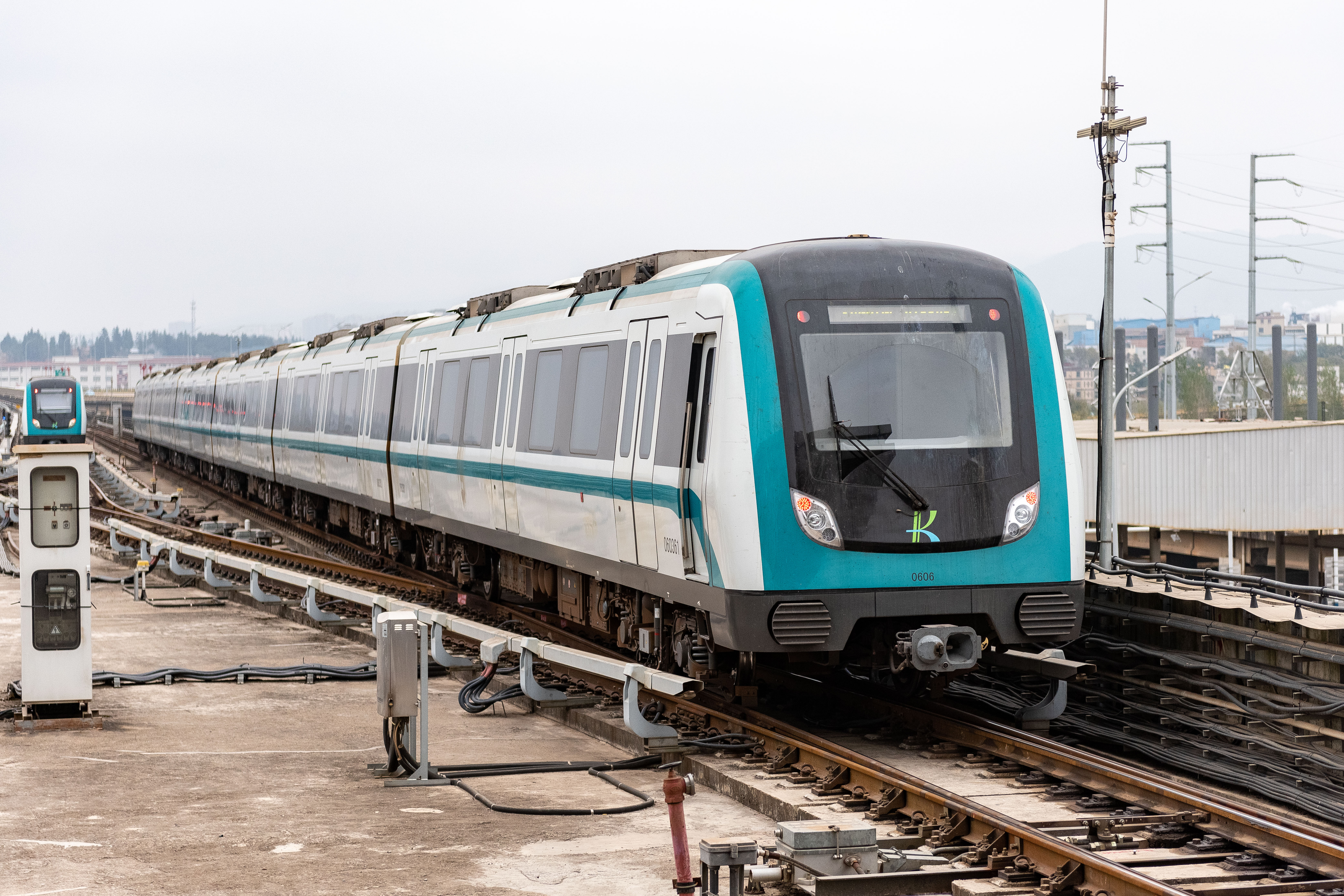
6号线一期车辆
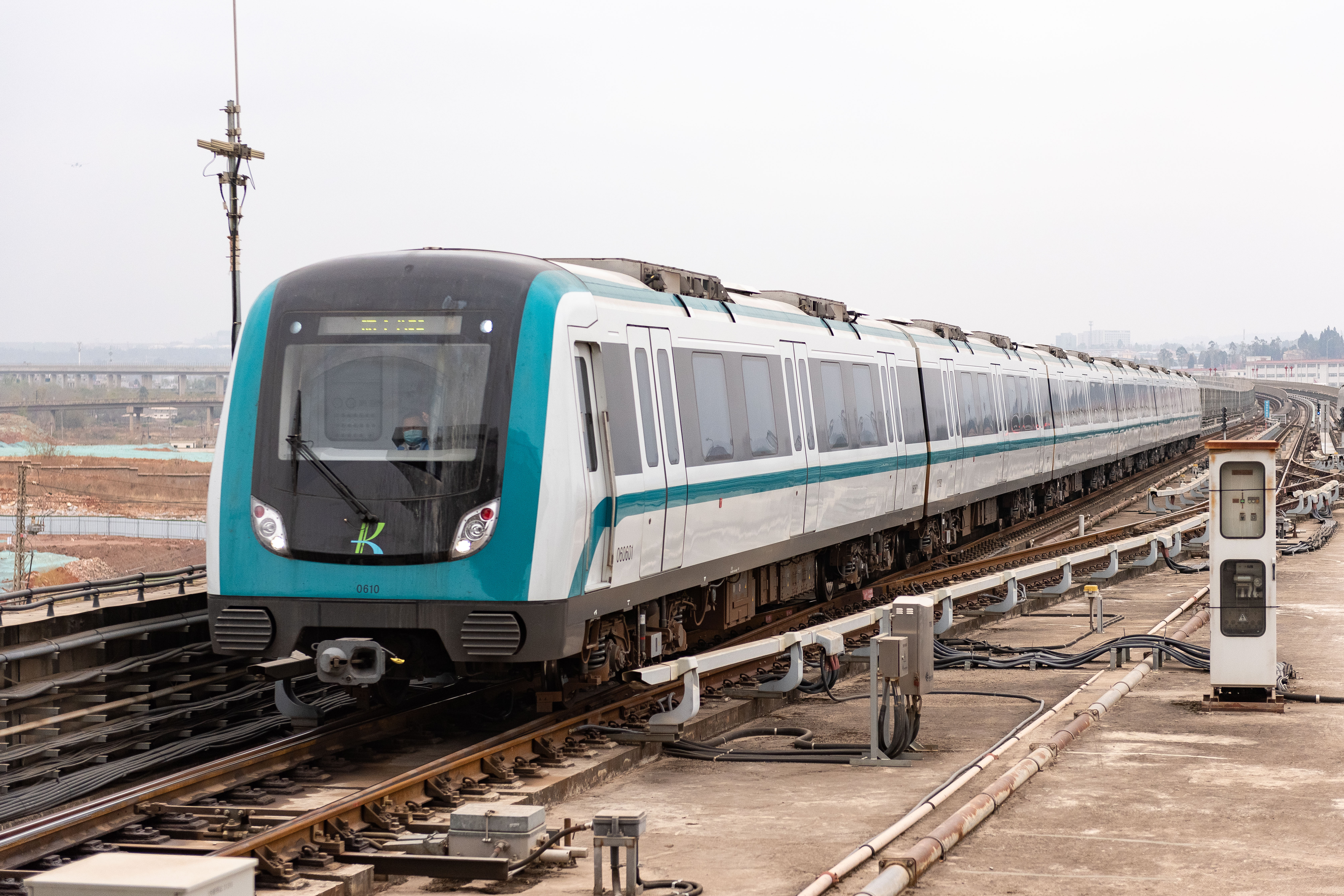
6号线二期车辆

## 事件
- 2011年8月2日，昆明地铁首期工程2号线羊肠村车站施工现场在进行人工挖孔桩作业时，3名工人吸入不明气体。其中一人经120抢救无效死亡。[42]

- 2012年1月8日上午9时9分，昆明地铁首期工程南段列车在空载试运行过程中，列车行至离斗南站约500米段时，第一节车厢脱轨，导致司机室暖风装置坠落，造成值班司机一死一轻伤。[43]

- 2022年，昆明軌交虧損9.3億。[44]2023年9月，有昆明地鐵員工表示從當年5月开始，工资就一直没有发放。昆明轨道交通集团有限公司回應中国新闻周刊記者提問時承認有欠薪一事[45]。